# Gianni Minervini (producer)
Gianni Minervini (Nápoly, 1928. október 26. – Róma, 2020. február 4.) olasz filmproducer.

## Filmjei
- Házasodni akarunk (Totò, Fabrizi e i giovani d'oggi) (1960, (assistant producer)
- Ferrara hosszú éjszakája (La lunga notte del '43) (1960, assistant producer)
- La notte dei serpenti (1969)
- Il sole nella pelle (1971)
- Bordella (1976)
- A nevető ablakos ház (La casa dalle finestre che ridono) (1976)
- Tutti defunti... tranne i morti (1977)
- Berlinguer ti voglio bene (1977)
- Jazz Band (1978, tv-film)
- Hullócsillagok (Le strelle nel fosso) (1979)
- Un dramma borghese (1979)
- Cinema!!! (1979, tv-film)
- Macabro (1980)
- Aiutami a sognare (1981)
- La baraonda (1981)
- Fuori stagione (1982)
- Dancing Paradise (1982, tv-film)
- Zeder (1983)
- Egy kirándulás képei (Una gita scolastica) (1983)
- Picone küldött (Mi manda Picone) (1984)
- I ragazzi della valle misteriosa (1984, tv-sorozat, tíz epizód)
- Titkok, titkok (Segreti segreti) (1985)
- Notte d'estate con profilo greco, occhi a mandorla e odore di basilico (1986)
- A menyasszony gyönyörű volt (La sposa era bellissima) (1987)
- Strana la vita (1988)
- Se lo scopre Gargiulo (1988)
- Marrakech Express (1989)
- Turné (1990)
- Mediterraneo (1991)
- Gangsters (1992)
- I pavoni (1994)
- Pianese Nunzio, 14 anni a maggio (1996)
- La medaglia (1997)
- Polvere di Napoli (1998)
- Senza movente (1999)
- Sottovento! (2001)
- A Szent Lőrinc folyó lazacai (2003, executive producer)
- L'amore buio (2010)